# National Highway 58
National Highway 58 (NH 58) ist eine Hauptfernstraße im Norden des Staates Indien mit einer Länge von 538 Kilometern. Sie beginnt im Bundesstaat Uttar Pradesh in Ghaziabad am NH 91 und verläuft in nördlicher Richtung über Meerut und Muzaffarnagar, bevor sie die Grenze zum benachbarten Bundesstaat Uttarakhand passiert. Dort führt sie über Haridwar, Rishikesh und Jyotirmath tief in die Berge bis nördlich des Ortes Badrinath unweit der Grenze zu Tibet.